# 赛桥湖
赛桥湖是一个位于中国湖北省黄石市的淡水湖，面积约为7.86平方千米，属于长江区。它的一级流域为长江流域，二级流域为长江干流水系。